# ラティウメ・フォシタ
ラティウメ・フォシタ（Latiume Fosita、1992年7月25日 - ）は、トンガのラグビー選手。

## プロフィール
- トンガ・ウイハ島出身[1]。
- ポジションはスタンドオフ(SO)、ウィング(WTB)、センター(CTB)。
- 身長 184cm、体重 102kg
- U20トンガ代表に選ばれたことがある。
- トンガ代表キャップは32(2025年4月現在）でラグビーワールドカップ2015・ラグビーワールドカップ2019のトンガ代表に選ばれた[2][3]。

## 略歴
ノースランド、ドンカスター・ナイツ、オークランド、カウンティーズ・マヌカウを経て、2020年、セルクナムに加入。